# Присендорф
Присендорф (њем. Priesendorf) општина је у њемачкој савезној држави Баварска. Једно је од 36 општинских средишта округа Бамберг. Према процјени из 2010. у општини је живјело 1.522 становника. Посједује регионалну шифру (AGS) 9471173.

## Географски и демографски подаци
Присендорф се налази у савезној држави Баварска у округу Бамберг. Општина се налази на надморској висини од 297 метара. Површина општине износи 8,3 km². У самом мјесту је, према процјени из 2010. године, живјело 1.522 становника. Просјечна густина становништва износи 182 становника/km².